# Iglesia de San Barnaba
La iglesia de San Barnaba es una iglesia de la ciudad de Venecia ubicado en el campo del mismo nombre, en el distrito de Dorsoduro, no lejos de Ca' Rezzonico y el Ponte dei Pugni .

## Historia
La tradición sostiene que la iglesia fue fundada en 936 por la familia Adorni. De hecho, parece que el edificio actual se desarrolló sobre una anterior iglesia de San Lorenzo que data de principios del siglo IX . No está claro cuándo se convirtió en parroquia: probablemente poco después de su fundación o, quizás, en el siglo XI, época en la que se concretó la organización eclesiástica de la ciudad. Pertenecía a la parroquia de Santa María Zobenigo.
Debido a numerosos incendios, sufrió varias restauraciones hasta su consagración, el 6 de diciembre de 1350, por parte del obispo de Suda con licencia del obispo de Castello Nicolò Morosini. 
El edificio adquirió su aspecto actual en 1779, cuando las obras de renovación iniciadas en 1749 se completaron en un proyecto de Lorenzo Boschetti con el patrocinio posterior de Marcantonio Grimani.
La parroquia estaba administrada de un capítulo que comprendía dos presbíteros títulares, un diácono y un subdiácono. Con el paso del tiempo, la administración pasó a manos de un solo vicario, a veces asistido por un sacristán. 
En 1810, en pleno dominio napoleónico, la parroquia fue suprimida (el territorio fue anexado a la parroquia de Carmini ) y la iglesia fue desacralizada. Vicario del Carmini, luego se convirtió en un espacio de exposición permanente dedicado a las máquinas de Leonardo da Vinci.

## Descripción
La fachada, erigida en 1749, es de estilo clásico con altas columnas corintias y tímpano diseñado por Lorenzo Boschetti.

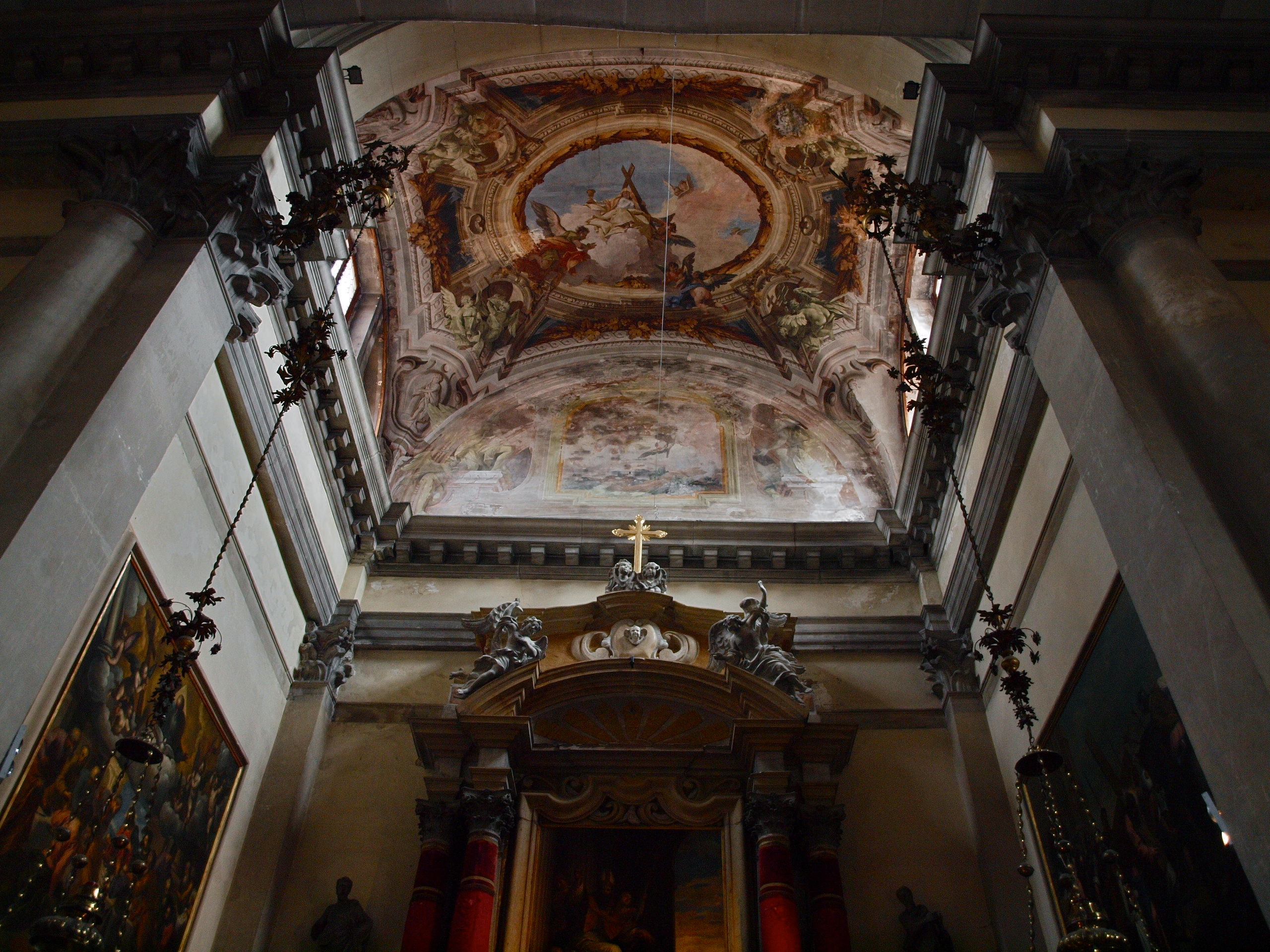

El interior es de una sola nave, con seis altares laterales, tres a la derecha y tres a la izquierda, todos menos uno decorado con pinturas, y un presbiterio de planta cuadrada.
Las pinturas de los altares laterales son:
- Primer altar a la derecha: Nacimiento de la Virgen, retablo realizado por Antonio Foler a finales del siglo XVI .
- Segundo altar a la derecha: Santos Bernardino, Chiara y Margherita da Cortona, pintado sobre una mesa del siglo XVI originalmente ubicada en la iglesia de los Reformados de Conegliano Veneto y atribuida a Francesco Beccaruzzi.
- Tercer altar a la derecha: Sant'Antonio di Padova, retablo del siglo XVIII de Giuseppe De Gobbis.
- Primer altar de la izquierda: Sagrada Familia, atribuido a Paolo Veronese.
- Segundo altar a la izquierda: Santos Jacopo, Francesco y Antonio Abate, un retablo de principios del siglo XVI en el estilo de la escuela Giorgione atribuido a los artistas brescianos Giovanni y Bernardo d'Asola, también procedente de la iglesia de los reformados en Conegliano Veneto . El retablo se completa con una luneta que representa la Piedad entre los Santos José y Nicodemo, que probablemente formaba parte de un cuadro diferente.

En las paredes laterales del presbiterio hay dos pinturas de Jacopo Palma el Joven, la ' Cena y el Camino del Calvario, mientras que sobre el altar mayor hay un retablo que representa a San Bernabé y a los santos de la escuela Tiziano y la atribución incierta entre Damiano Mazza y Dario Varotari el Viejo.
En el techo hay dos grandes frescos, ambos del siglo XVIII, atribuidos a Costantino Cedini: La Fe, en la bóveda sobre el altar mayor, y la Gloria de San Bernabé en el techo de la nave.
Para completar el complejo, en una posición muy atrasada y separada de la iglesia, se encuentra el campanile románico, de ladrillo, con un campanario cuadrado decorado con un parteluz ventana a cada lado y coronado por una aguja cónica. La estructura data del siglo XI y culmina en una aguja cónica, rodeada por cuatro agujas, que se completó doscientos años después.

## Filmografía
En la película Indiana Jones y la última cruzada, sus exteriores se usaron para la fachada de una biblioteca ficticia, cuyos interiores se filmaron en un estudio de sonido). El Campo de San Barnaba, frente a la iglesia, sirvió para rodar la escena de la película en la que el protagonista, luego de haber penetrado en los subterráneos ficticios, sale por una alcantarilla en el centro del campo.